# معركة ريتشموند
معركة ريتشموند هي اشتباك محدود وقع في 15 يونيو 1863 في ريتشموند ، لويزيانا ، خلال حصار فيكسبورج في الحرب الأهلية الأمريكية بين قوات الاتحاد وقوات الكونفدرالية وانتهي بانتصار قوات الاتحاد.

## خلفية
تقع ريتشموند على طول خط إمداد قاري مهم يمتد إلى فيكسبيرج في الغرب. تمكنت قوات الاتحاد من التقدم ألي خط الإمداد هذا بعد انتصاراتها في معارك ميلكين بيند ويونغز بوينت . 

## معركة
تقدم قوات مشاة البحرية وقوات إيليت من ريتشموند والتي كانت في المقدمة. ولكن تم اكتشاف أمر وإيليت بواسطة الكشافة الكونفدرالية ونشر قائد الكونفدراليين ووكر مجموعة خفية تابعة لفوج تكساس الثامن عشر.  والذين هاجموا واوقفوا طليعة قوات الاتحاد. كان ووكر قادرًا على صد إيليت حتى ظهرت قوات مشاة البحرية. والتي اطلقت سلاح المدفعية.  استمرت المعركة كمبارزة بالمدفعية إلى أن قامت قوات الاتحاد بالمناورة عبر الخليج على جناح قوات الكونفدرالية. وعندما أُبلغ ووكر بأن عربات الإمداد الخاصة به قد تمت تدميرها ، وأن قوات الاتحاد تفوقه عددا أمر قواته بالانسحاب.

## ما بعد المعركة
دمرت قوات ووكر الكونفدرالية الجسور وراءهم وعلى الرغم من أن قوات الاتحاد أعادوا بناؤها ، إلا أن قوة الاتحاد لم تقدم شئ الي المدينة المدمرة، حرم انتصار الاتحاد هذا حامية فيكسبورج التابعة للكونفدراليين من طريق إمداد آخر قادم من لويزيانا.